# أندريا سانتاريلي
أندريا سانتاريلي (مواليد 3 يونيو 1993) هو مبارز بالسيف إيطالي، مثّل بلاده في الألعاب الأولمبية الصيفية 2016.

## روابط خارجية
أندريا سانتاريلي على موقع الاتحاد الدولي للمبارزة (الإنجليزية)
- أندريا سانتاريلي على موقع الاتحاد الأوروبي للمبارزة (الإنجليزية)
- أندريا سانتاريلي على موقع اللجنة الأولمبية الدولية (الإنجليزية)
- أندريا سانتاريلي على موقع أوليمبيديا (الإنجليزية)
- أندريا سانتاريلي على موقع اللجنة الأولمبية الإيطالية (الإيطالية)